# Emelie Wikström
Emelie Sara Marianne Wikström (Sävsjö, 2 de octubre de 1992) es una deportista sueca que compitió en esquí alpino.
Ganó una medalla de bronce en el Campeonato Mundial de Esquí Alpino de 2017 en la prueba de equipo mixto.  Participó en dos Juegos Olímpicos de Invierno, en los años 2004 y 2018, ocupando el sexto lugar en Sochi 2014, en la prueba de eslalon.

## Palmarés internacional
| Campeonato Mundial | Campeonato Mundial   | Campeonato Mundial | Campeonato Mundial |
| Año                | Lugar                | Medalla            | Prueba             |
| ------------------ | -------------------- | ------------------ | ------------------ |
| 2017               | Sankt Moritz (Suiza) | Medalla de bronce  | Equipo mixto       |